# 西中野町 (富山市)
西中野町（にしなかのまち）は、富山県富山市の公称町名である。西中野町一丁目と二丁目が設置されている。郵便番号は939-8084

## 地理
西中野町二丁目は全域が星井町地区であるが、一丁目は一部が堀川地区となっている。

## 歴史
- 1889年（明治22年）4月1日 - 市制施行に伴い富山市に編入。

## 世帯数と人口
2021年（令和3年）9月30日現在の世帯数と人口は以下の通りである。
| 町丁           | 世帯数  | 人口  |
| -------------- | ------- | ----- |
| 西中野町一丁目 | 237世帯 | 493人 |
| 西中野町二丁目 | 261世帯 | 472人 |
| 計             | 498世帯 | 965人 |

## 小・中学校の学区
市立小・中学校に通う場合、学区は以下の通りとなる。
| 番地 | 小学校             | 中学校             |
| ---- | ------------------ | ------------------ |
| 全域 | 富山市立中央小学校 | 富山市立南部中学校 |

## 交通

### 鉄道
最寄り駅は富山軌道線西中野停留場。

### 道路
- 国道41号
- 富山県道62号富山小杉線

## 施設
- 城南公園
- 富山市科学博物館
- 星井町地区センター

## 参考出典
- 平凡社地方資料センター 編『富山県の地名 日本歴史地名大系 第16巻』平凡社、1994年。ISBN 4582910084。